# Liste der Städte in Island

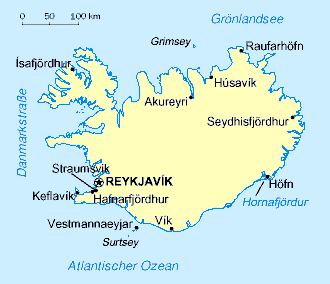
Karte von Island

Die Liste der Städte in Island bietet einen Überblick über die Entwicklung der Einwohnerzahl der größeren städtischen Siedlungen in Island. Aufgeführt ist auch eine alphabetische Liste aller bewohnten städtischen Siedlungen des Landes.

## Nach Einwohnerzahl
Die mit Abstand größte Agglomeration in Island ist Reykjavík (Höfuðborgarsvæðið) mit einer Einwohnerzahl von 242.995 (Stand 1. Januar 2023). Damit konzentrieren sich rund 63 Prozent der Bevölkerung des Landes in der Hauptstadtregion.
In der folgenden Tabelle zu finden sind die städtischen Siedlungen, welche im Erfassungszeitraum 1980–2023 mehr als 1.000 Einwohner haben oder hatten (nicht zu verwechseln mit den isländischen Gemeinden). Es handelt sich hier um die Ergebnisse der Volkszählung (VZ) vom 1. Dezember 1980 und der offiziellen Schätzungen des Landesamtes für Statistik vom 31. Dezember 2000, 1. Dezember 2007, 1. Januar 2010 und 1. Januar 2023. Aufgeführt ist auch die Region, zu der die Siedlung gehört. Die Einwohnerzahlen beziehen sich auf die jeweilige städtische oder örtliche Siedlung im engeren Sinne, nicht auf die Stadt oder Gemeinde im politischen Sinne.
(VZ = Volkszählung, S = Schätzung)
| Rang | Name                   | VZ 1980 | S 2000  | S 2007  | S 2010  | S 2023  | Region            |
| ---- | ---------------------- | ------- | ------- | ------- | ------- | ------- | ----------------- |
| 1.   | Reykjavík              | 83.766  | 110.852 | 116.820 | 117.505 | 138.693 | Höfuðborgarsvæðið |
| 2.   | Kópavogur              | 13.819  | 23.647  | 28.561  | 30.357  | 39.733  | Höfuðborgarsvæðið |
| 3.   | Hafnarfjörður          | 12.205  | 19.688  | 24.839  | 25.913  | 30.568  | Höfuðborgarsvæðið |
| 4.   | Keflavík und Njarðvík* | 8.630   | 10.739  | 12.567  | 13.972  | 21.950  | Suðurnes          |
| 5.   | Akureyri               | 13.420  | 15.411  | 17.073  | 17.295  | 19.623  | Norðurland eystra |
| 6.   | Garðabær               | 4.909   | 8.066   | 9.913   | 10.643  | 16.304  | Höfuðborgarsvæðið |
| 7.   | Mosfellsbær            | 2.753   | 5.891   | 7.966   | 8.346   | 13.020  | Höfuðborgarsvæðið |
| 8.   | Selfoss                | 3.409   | 4.648   | 6.253   | 6.493   | 9.624   | Suðurland         |
| 9.   | Akranes                | 5.200   | 5.450   | 6.345   | 6.549   | 7.986   | Vesturland        |
| 10.  | Seltjarnarnes          | 3.100   | 4.673   | 4.428   | 4.395   | 4.674   | Höfuðborgarsvæðið |
| 11.  | Heimaey                | 4.727   | 4.527   | 4.040   | 4.135   | 4.523   | Suðurland         |
| 12.  | Grindavík              | 1.929   | 2.314   | 2.760   | 2.837   | 3.666   | Suðurnes          |
| 13.  | Hveragerði             | 1.254   | 1.816   | 2.274   | 2.291   | 3.196   | Suðurland         |
| 14.  | Ísafjörður             | 3.352   | 2.781   | 2.693   | 2.677   | 2.744   | Vestfirðir        |
| 15.  | Egilsstaðir            | 1.140   | 2.226   | 2.148   | 2.277   | 2.636   | Austurland        |
| 16.  | Sauðárkrókur           | 2.188   | 2.605   | 2.555   | 2.640   | 2.612   | Norðurland vestra |
| 17.  | Álftanes               | 480     | 1.545   | 2.361   | 2.523   | 2.529   | Höfuðborgarsvæðið |
| 18.  | Húsavík                | 2.414   | 2.423   | 2.253   | 2.229   | 2.508   | Norðurland eystra |
| 19.  | Borgarnes              | 1.619   | 1.740   | 1.930   | 1.828   | 2.165   | Vesturland        |
| 20.  | Sandgerði              | 1.124   | 1.359   | 1.723   | 1.710   | 1.986   | Suðurnes          |
| 21.  | Þorlákshöfn            | 1.010   | 1.326   | 1.541   | 1.565   | 1.949   | Suðurland         |
| 22.  | Garður                 | 912     | 1.218   | 1.451   | 1.515   | 1.894   | Suðurnes          |
| 23.  | Höfn                   | 1.455   | 1.769   | 1.631   | 1.614   | 1.808   | Austurland        |
| 24.  | Neskaupstaður          | 1.683   | 1.409   | 1.432   | 1.451   | 1.469   | Austurland        |
| 25.  | Dalvík                 | 1.269   | 1.480   | 1.414   | 1.435   | 1.404   | Norðurland eystra |
| 26.  | Reyðarfjörður          | …       | 632     | 1.529   | 1.090   | 1.393   | Austurland        |
| 27.  | Vogar                  | 447     | 681     | 1.131   | 1.122   | 1.287   | Suðurnes          |
| 28.  | Stykkishólmur          | 1.205   | 1.228   | 1.103   | 1.092   | 1.216   | Vesturland        |
| 29.  | Siglufjörður           | 2.003   | 1.556   | 1.307   | 1.214   | 1.182   | Norðurland eystra |
| 30.  | Hvolsvöllur            | …       | …       | 805     | 872     | 1.108   | Suðurland         |
| 31.  | Eskifjörður            | 1.043   | 979     | 1.095   | 1.062   | 1.085   | Austurland        |
| 32.  | Hella                  | …       | …       | 758     | 799     | 1.019   | Suðurland         |
| 33.  | Ólafsvík               | 990     | 905     | 1.003   | 1.005   | 991     | Vesturland        |

* Keflavík und Njarðvík werden in der Statistik nur noch gemeinsam erfasst, da die ursprünglichen Siedlungskerne inzwischen zusammengewachsen sind.

## Alphabetische Übersicht
Die folgende Liste enthält alle (derzeit bewohnten) städtischen Siedlungen, wie sie vom isländischen Statistikbüro definiert werden. Die Einwohnerzahlen der Orte (nicht Gemeinden) datieren vom 1. Januar 2012, veröffentlicht vom isländischen Landesamt für Statistik am 16. März 2012.
Nichterfasste Einzelgehöfte mit folgenden Einwohnerzahlen gibt es darüber hinaus in den isländischen Regionen:
- Höfuðborgarsvæðið: 735 Einwohner,
- Suðurnes: 123 Einwohner,
- Vesturland: 2.522 Einwohner,
- Vestfirðir: 739 Einwohner,
- Norðurland vestra: 2.435 Einwohner,
- Norðurland eystra: 3.296 Einwohner,
- Austurland: 1.765 Einwohner,
- Suðurland: 4.932 Einwohner.

### A

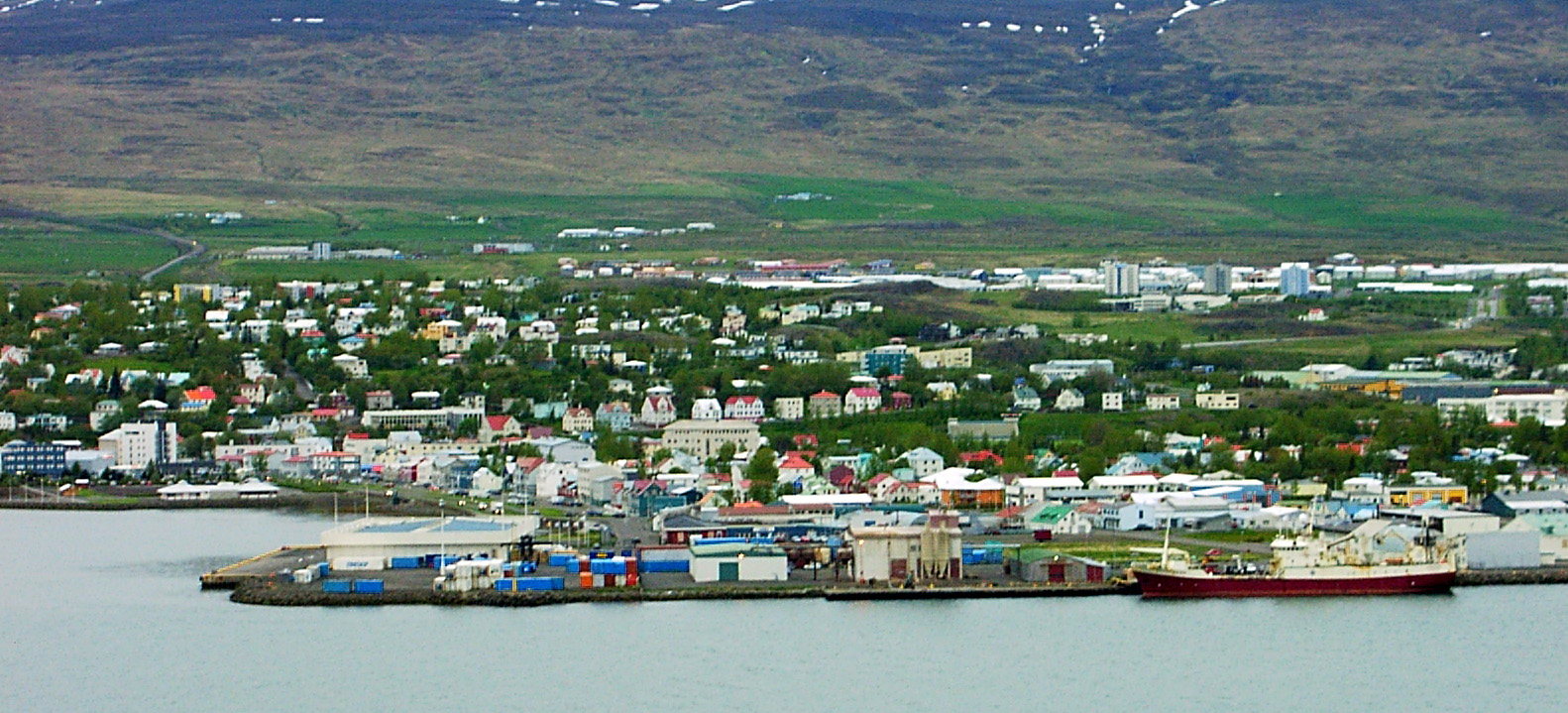
Akureyri

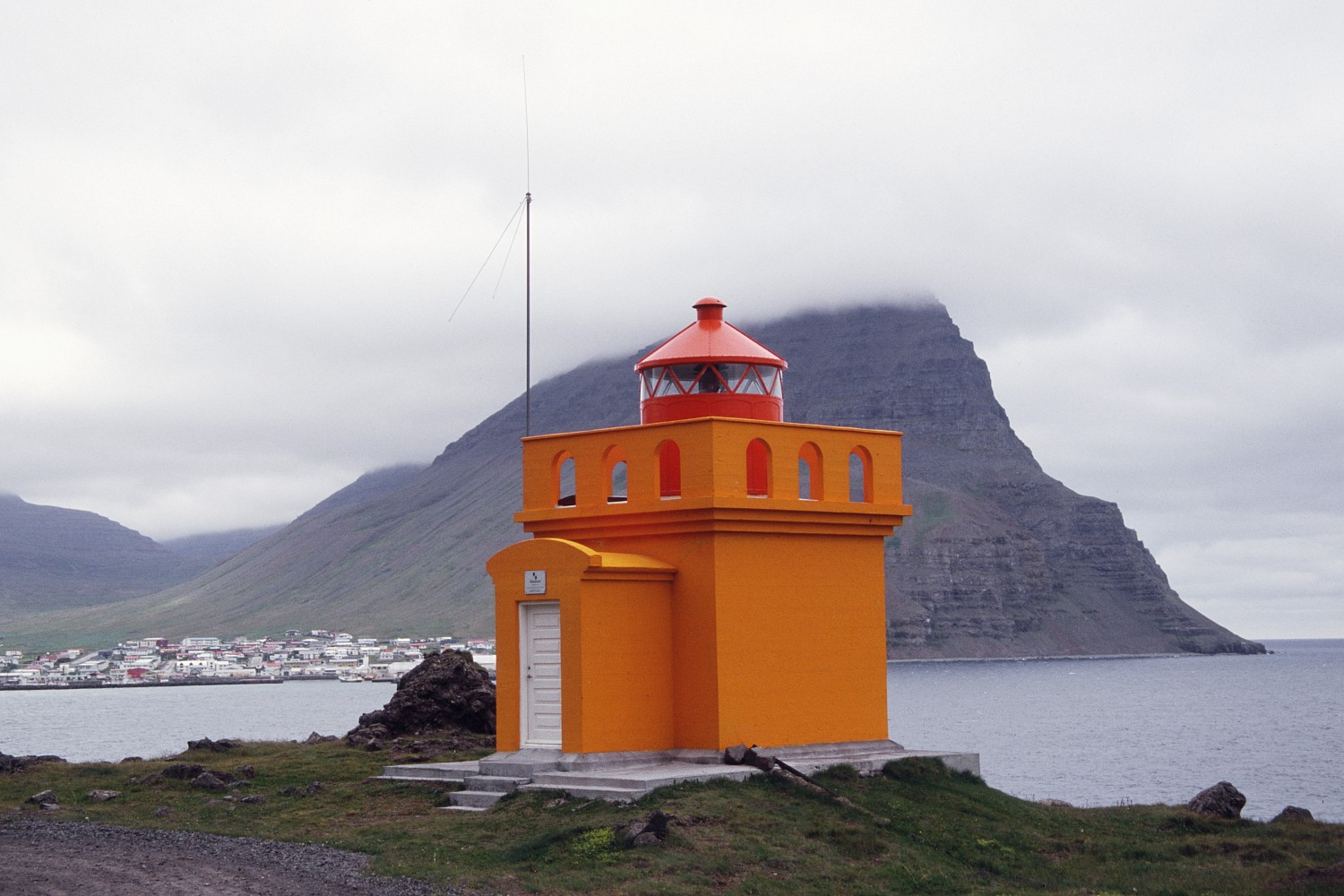
Bolungarvík

- Akranes (Region Vesturland), 7997 Einwohner
- Akureyri (Region Norðurland eystra), 19.623 Einwohner
- Álftanes (Region Höfuðborgarsvæðið), 2529 Einwohner
- Árbæjarhverfi (Gemeinde Ölfus, Region Suðurland), 59 Einwohner *
- Árnes (Gemeinde Skeiða- og Gnúpverjahreppur), 72 Einwohner

### B
- Bakkafjörður (Gemeinde Langanesbyggð, Region Norðurland eystra), 62 Einwohner
- Bakkagerði (Gemeinde Múlaþing, Region Austurland), 85 Einwohner *
- Bifröst (Gemeinde Borgarbyggð, Region Vesturland), 242 Einwohner
- Bíldudalur (Gemeinde Vesturbyggð, Region Vestfirðir), 278 Einwohner
- Blönduós (Region Norðurland vestra), 845 Einwohner
- Bolungarvík (Region Vestfirðir), 997 Einwohner
- Borgarnes (Gemeinde Borgarbyggð, Region Vesturland), 2165 Einwohner
- Borg í Grímsnesi (Gemeinde Sveitarfélagið Ölfus, Region Suðurland), 157 Einwohner
- Borðeyri (Gemeinde Húnaþing vestra, Region Norðurland vestra), 16 Einwohner *
- Breiðdalsvík (Gemeinde Breiðdalur, Region Austurland), 155  Einwohner
- Brautarholt á Skeiðum (Gemeinde Skeiða- og Gnúpverjahreppur, Region Suðurland), 65 Einwohner
- Brúnahlíð í Eyjafirði (Gemeinde Eyjafjarðarsveit, Region Norðurland eystra), 69 Einwohner
- Búðardalur (Gemeinde Dalabyggð, Region Vesturland), 246 Einwohner

### D

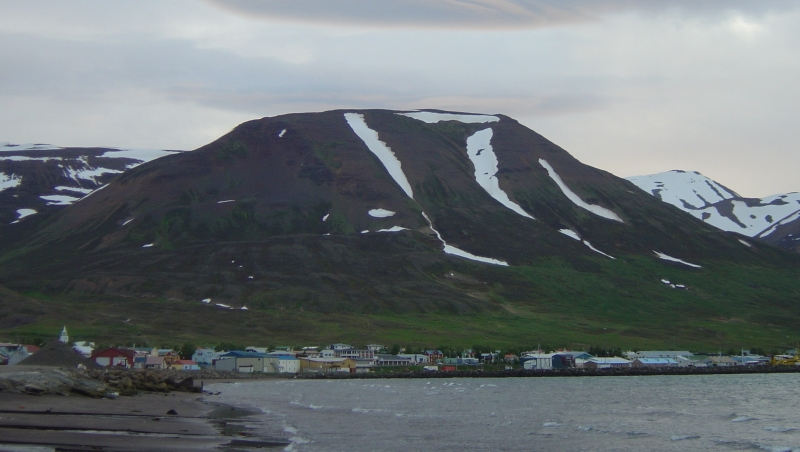
Dalvík

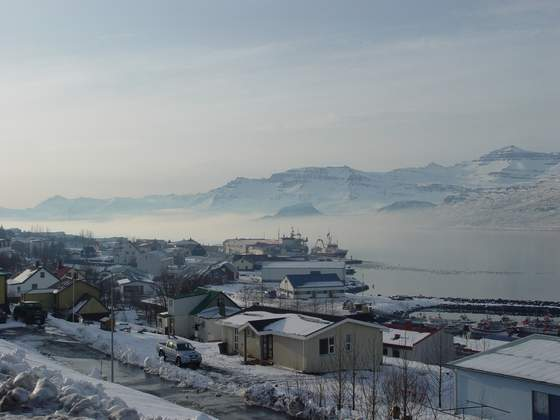
Eskifjörður

- Dalvík (Gemeinde Dalvíkurbyggð, Region Norðurland eystra), 1404 Einwohner
- Djúpivogur (Region Austurland), 417 Einwohner
- Drangsnes (Gemeinde Kaldrananes, Region Vestfirðir), 71 Einwohner

### E
- Egilsstaðir (Gemeinde Fljótsdalshérað, Region Austurland), 2636 Einwohner
- Eiðar (Gemeinde Fljótsdalshérað, Region Austurland), 34 Einwohner
- Eskifjörður (Gemeinde Fjarðabyggð, Region Austurland), 1085 Einwohner
- Eyrarbakki (Gemeinde Árborg, Region Suðurland), 620 Einwohner

### F
- Fáskrúðsfjörður (Gemeinde Fjarðabyggð, Region Austurland), 768 Einwohner
- Fellabær (Gemeinde Fljótsdalshérað, Region Austurland), 403 Einwohner
- Flatey (Gemeinde Stykkishólmur, Region Vesturland), 10 Einwohner *
- Flateyri (Gemeinde Ísafjörður, Region Vestfirðir), 190 Einwohner
- Flúðir (Gemeinde Hrunamannahreppur, Region Suðurland), 491 Einwohner

### G

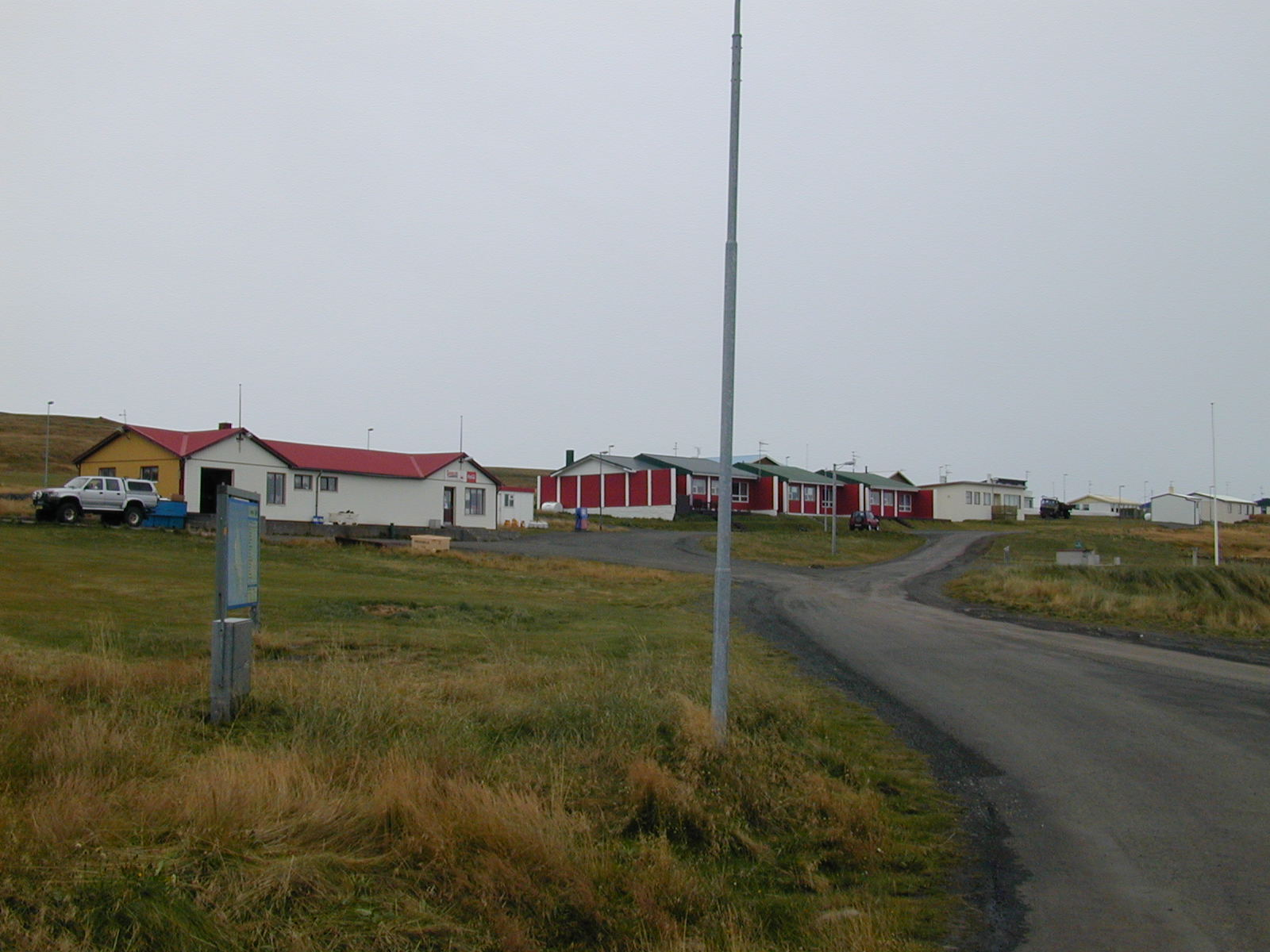
Grímsey

- Garðabær (Region Höfuðborgarsvæðið), 16.304 Einwohner
- Garður (Region Suðurnes), 1894 Einwohner
- Grenivík (Gemeinde Grýtubakki, Region Norðurland eystra), 299 Einwohner
- Grímsey, (Region Norðurland eystra) 55 Einwohner
- Grindavík (Region Suðurnes), 3666 Einwohner
- Grundarfjörður (Region Vesturland), 816 Einwohner
- Grundarhverfi (Gemeinde Reykjavíkurborg, Region Höfuðborgarsvæðið), 516 Einwohner

### H

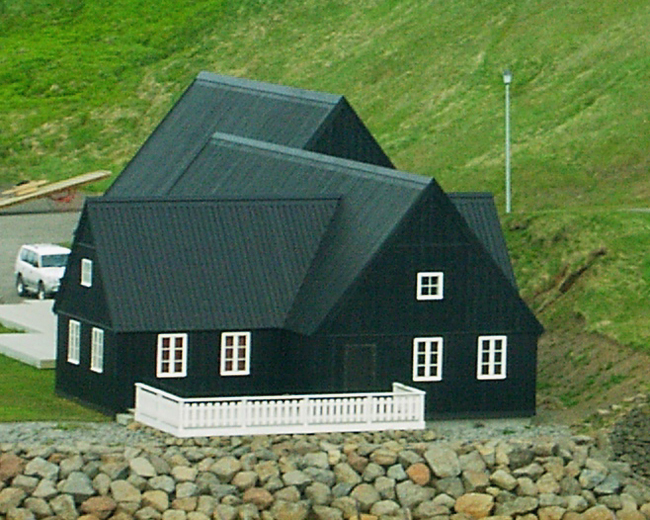
Hofsós

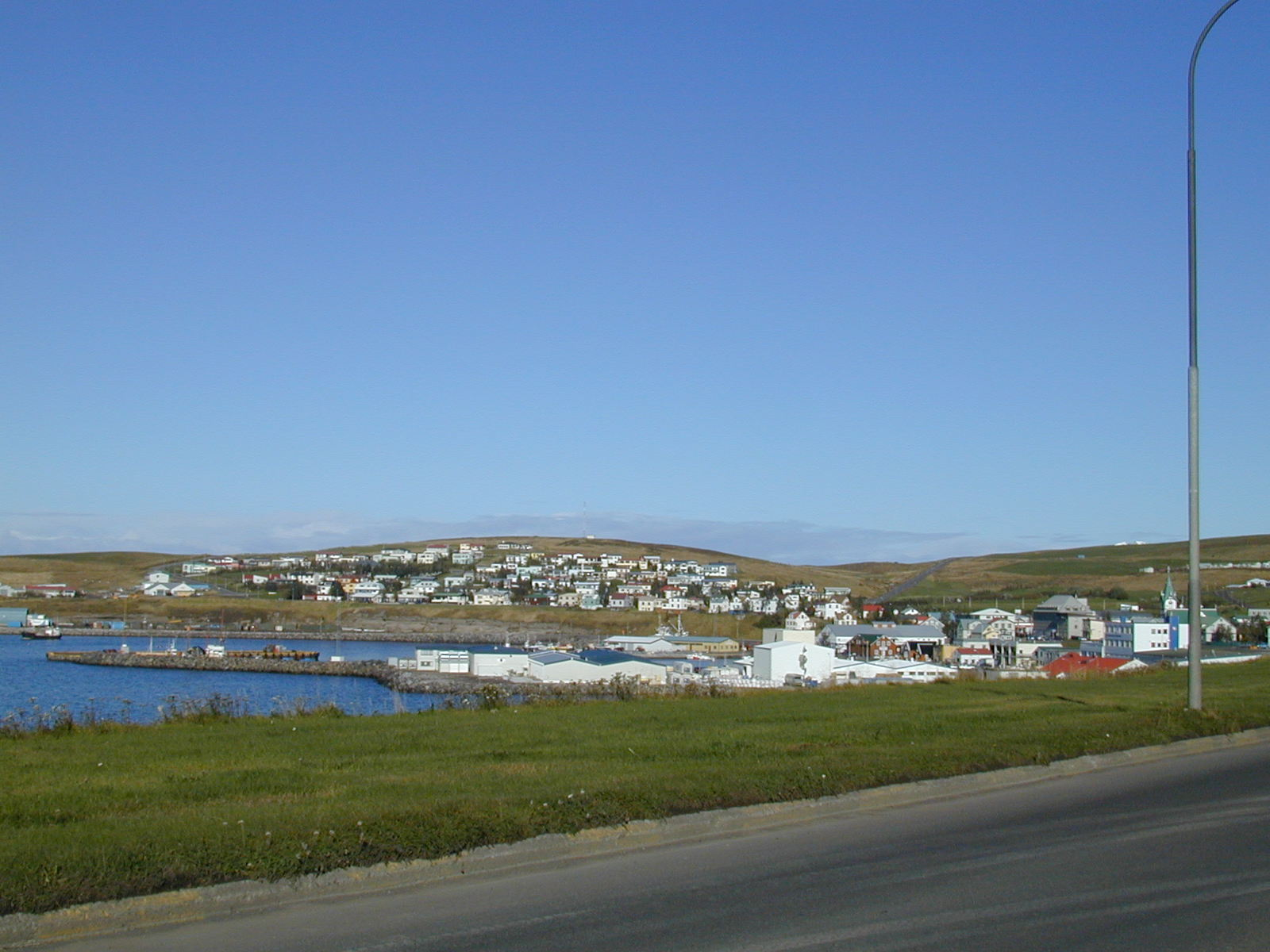
Húsavík

- Hafnarfjörður (Region Höfuðborgarsvæðið), 30.568 Einwohner
- Hafnir (Gemeinde Reykjanesbær, Region Suðurnes), 106 Einwohner
- Hallormsstaður (Gemeinde Fljótsdalshérað, Region Austurland), 48 Einwohner *
- Hauganes (Gemeinde Dalvíkurbyggð, Region Norðurland eystra), 96 Einwohner
- Hellissandur (Gemeinde Snæfellsbær, Region Vesturland), 364 Einwohner
- Hella (Gemeinde Rangárþing ytra, Region Suðurland), 1019 Einwohner
- Hjalteyri (Gemeinde Arnarnes, Region Norðurland eystra), 43 Einwohner *
- Hnífsdalur (Gemeinde Ísafjörður, Region Vestfirðir), 199 Einwohner
- Höfn (Gemeinde Hornafjörður, Region Austurland), 1808 Einwohner
- Hofsós (Gemeinde Skagafjörður, Region Norðurland vestra), 160 Einwohner
- Hólar í Hjaltadal (Gemeinde Skagafjörður, Region Norðurland vestra), 106 Einwohner
- Hólmavík (Region Vestfirðir), 302 Einwohner
- Hrafnagil (Gemeinde Eyjafjarðarsveit, Region Norðurland eystra), 355 Einwohner
- Hrísey (Gemeinde Akureyri, Region Norðurland eystra), 161 Einwohner
- Húsavík (Region Norðurland eystra), 2508 Einwohner
- Hvammstangi (Gemeinde Húnaþing vestra, Region Norðurland vestra), 625 Einwohner
- Hvanneyri (Gemeinde Borgarbyggð, Region Vesturland), 298 Einwohner
- Hveragerði (Region Suðurland), 3196 Einwohner
- Hvolsvöllur (Gemeinde Rangárþing eystra, Region Suðurland), 1108 Einwohner

### I

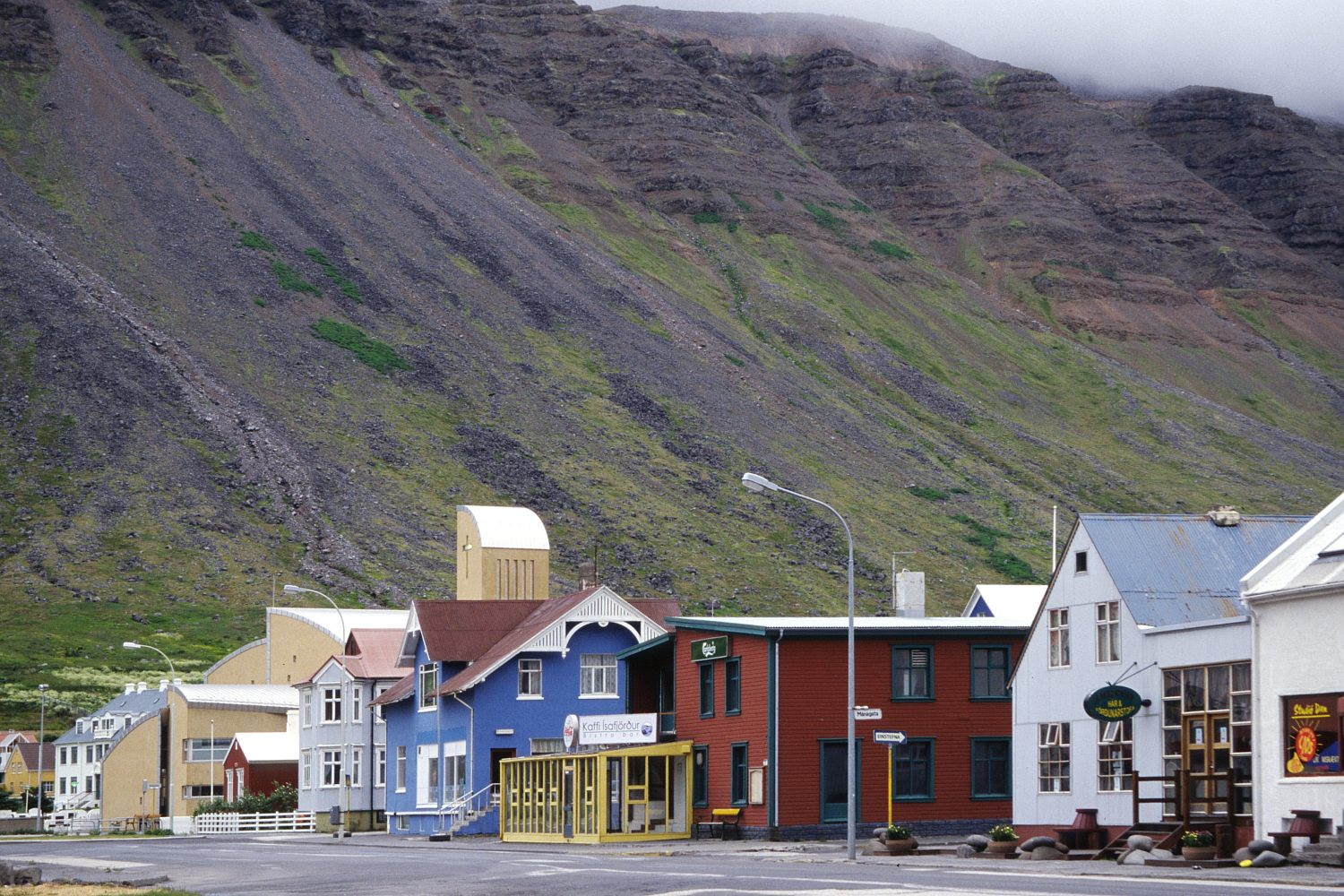
Ísafjörður

- Ísafjörður (Region Vestfirðir), 2744 Einwohner

### K

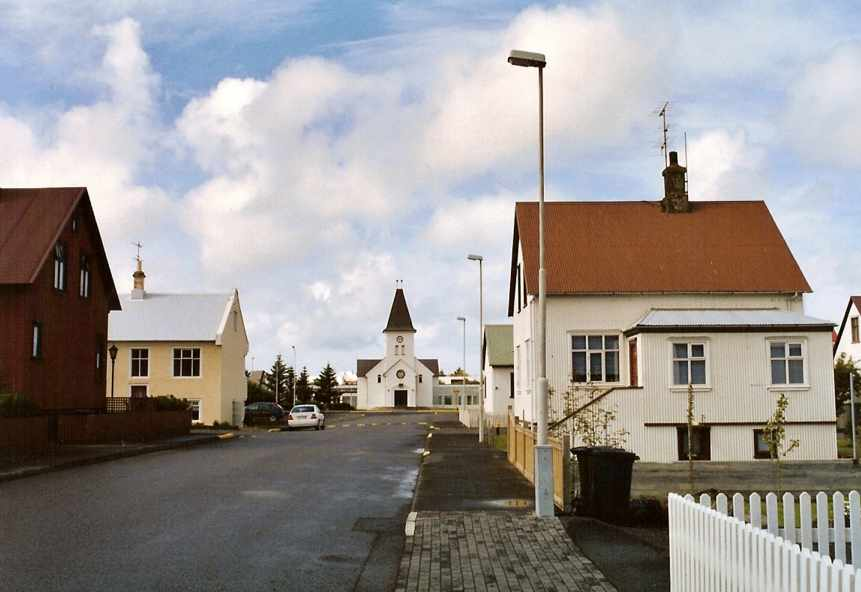
Keflavík

- Keflavík (Gemeinde Reykjanesbær, Region Suðurnes), 8.934 Einwohner **
- Kirkjubæjarklaustur (Gemeinde Skaftárhreppur, Region Suðurland), 210 Einwohner
- Kleppjárnsreykir (Gemeinde Borgarbyggð, Region Vesturland), 44 Einwohner
- Kópasker (Gemeinde Norðurþing, Region Norðurland eystra), 128 Einwohner
- Kópavogur (Region Höfuðborgarsvæðið), 39.733 Einwohner
- Kristnes (Gemeinde Eyjafjarðarsveit, Region Norðurland eystra), 34 Einwohner
- Krossholt (Gemeinde Vesturbyggð, Region Vestfirðir), 11 Einwohner

### L
- Laugar (Gemeinde Þingeyjarsveit, Region Norðurland eystra), 107 Einwohner
- Laugarás (Gemeinde Bláskógabyggð, Region Suðurland), 127 Einwohner
- Laugarbakki (Gemeinde Húnaþing vestra, Region Norðurland vestra), 55 Einwohner
- Laugarvatn (Gemeinde Bláskógabyggð, Region Suðurland), 247 Einwohner
- Litli-Árskógssandur (Gemeinde Dalvíkurbyggð, Region Norðurland eystra), 121 Einwohner
- Lónsbakki í Hörgárbyggð (Gemeinde Hörgársveit, Region Norðurland eystra), 115 Einwohner *

### M
- Melahverfi í Hvalfirði (Gemeinde Hvalfjarðarsveit, Region Vesturland), 177 Einwohner
- Möðrudalur (Gemeinde Fljótsdalshérað), 54 Einwohner
- Mosfellsbær (Region Höfuðborgarsvæðið), 13.020 Einwohner
- Mosfellsdalur (Gemeinde Mosfellsbær, Region Höfuðborgarsvæðið), 285 Einwohner

### N
- Nesjahverfi (Gemeinde Hornafjörður, Region Suðurland), 112 Einwohner
- Neskaupstaður (Gemeinde Fjarðabyggð, Region Austurland), 1469 Einwohner
- Njarðvík (Gemeinde Reykjanesbær, Region Suðurnes), 5.038 Einwohner **

### O

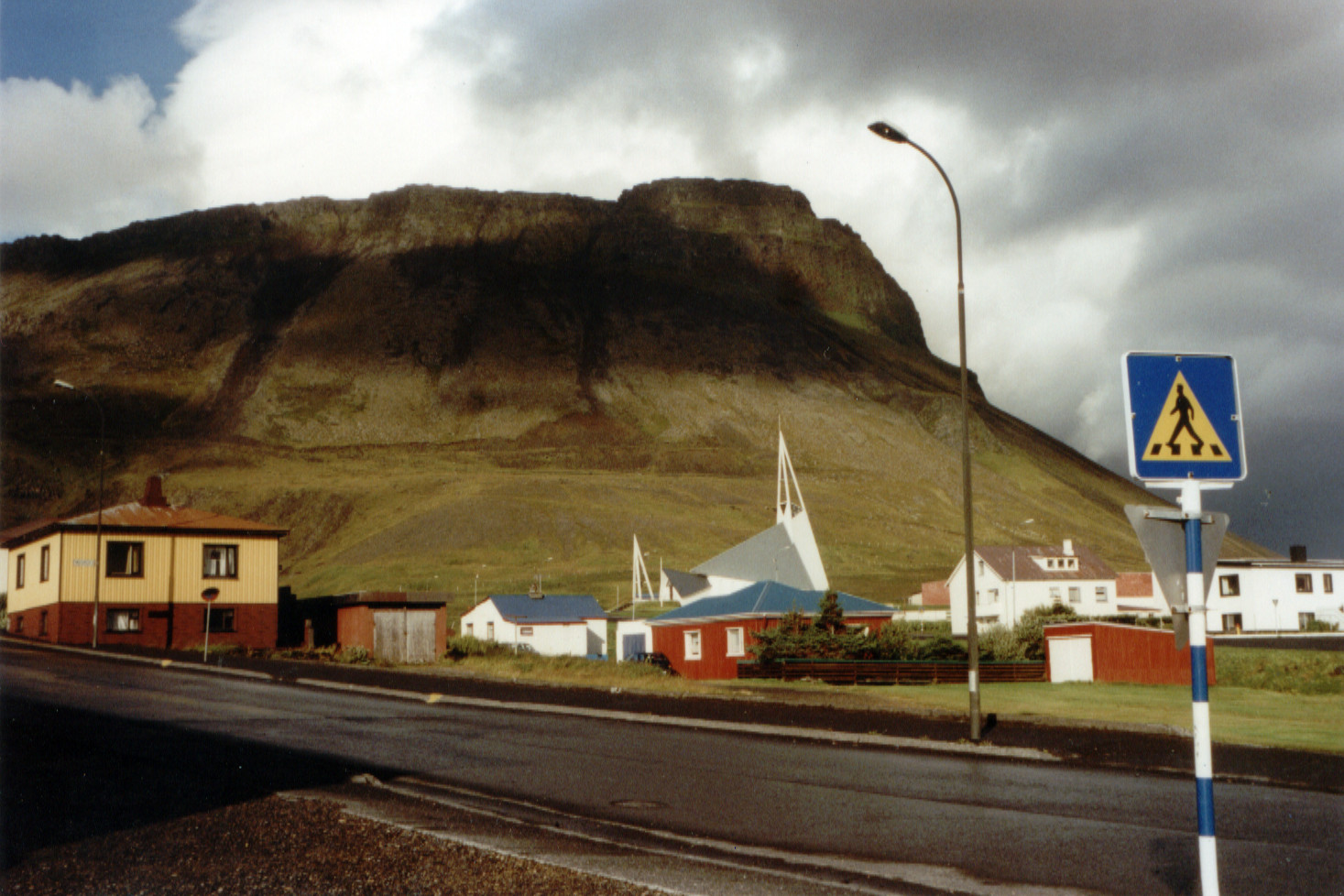
Ólafsvík

- Ólafsfjörður (Gemeinde Fjallabyggð, Region Norðurland eystra), 755 Einwohner
- Ólafsvík (Gemeinde Snæfellsbær, Region Vesturland), 991 Einwohner

### P
- Patreksfjörður (Gemeinde Vesturbyggð, Region Vestfirðir), 788 Einwohner

### R

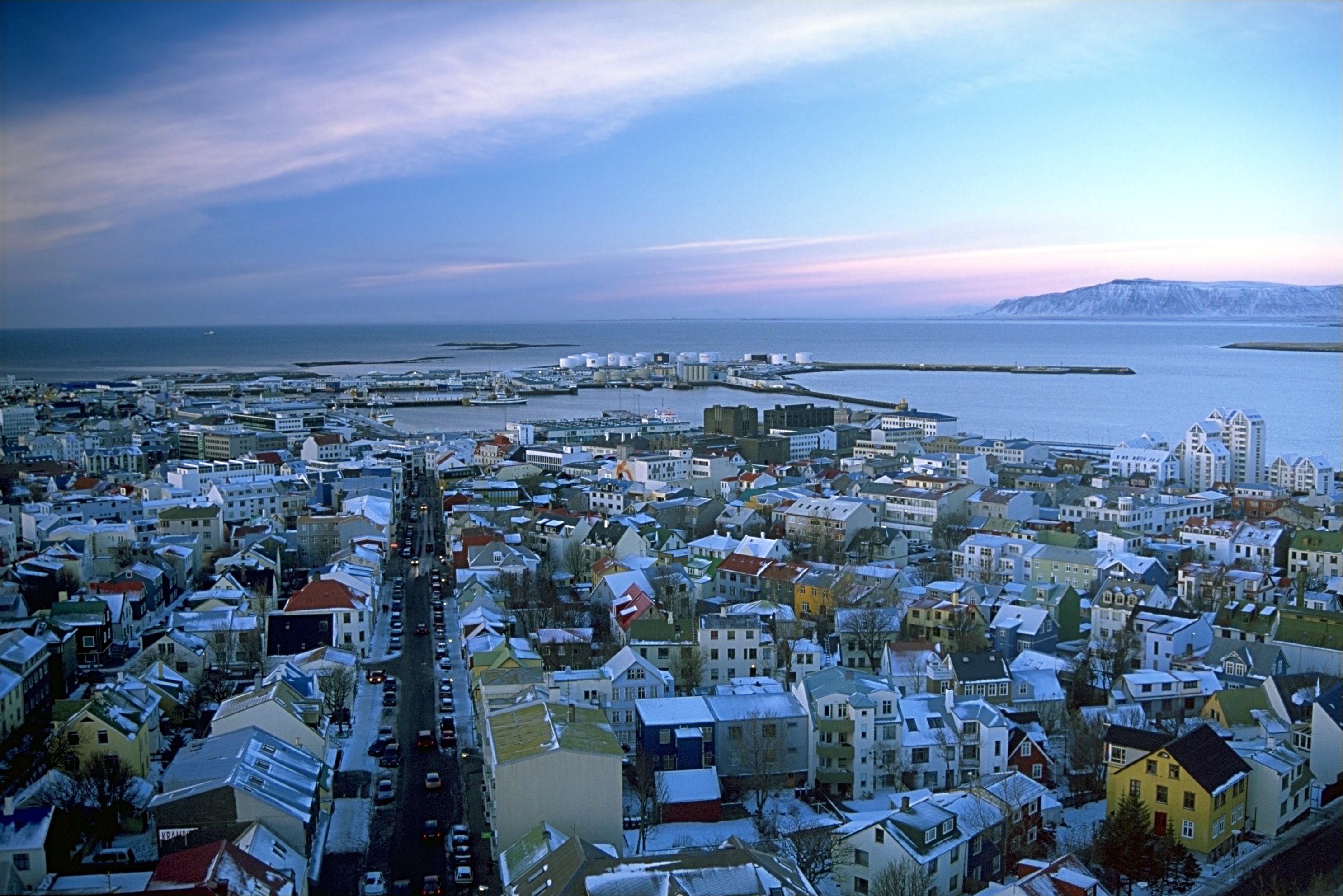
Reykjavík

- Raufarhöfn (Region Norðurland eystra), 195 Einwohner
- Reyðarfjörður (Gemeinde Fjarðabyggð, Region Austurland), 1393 Einwohner
- Reykhólar (Region Vestfirðir), 114 Einwohner
- Reykholt (Gemeinde Borgarbyggð, Region Vesturland), 104 Einwohner
- Reykholt (Gemeinde Bláskógabyggð, Region Suðurland), 343 Einwohner
- Reykjahlíð (Gemeinde Skútustaðir, Region Norðurland eystra), 237 Einwohner
- Reykjavík (Region Höfuðborgarsvæðið), 138.693 Einwohner
- Rif (Gemeinde Snæfellsbær, Region Vesturland), 137 Einwohner

### S

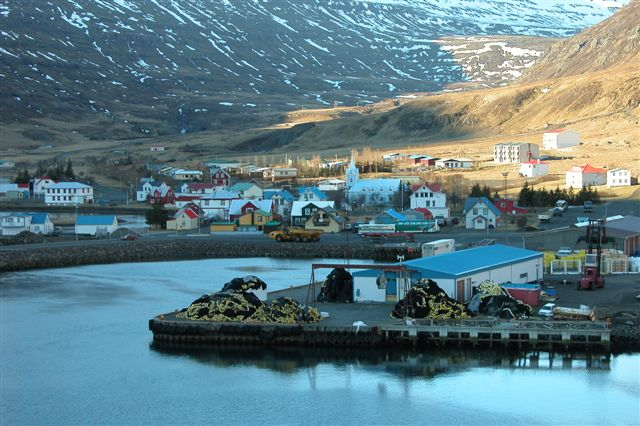
Seyðisfjörður

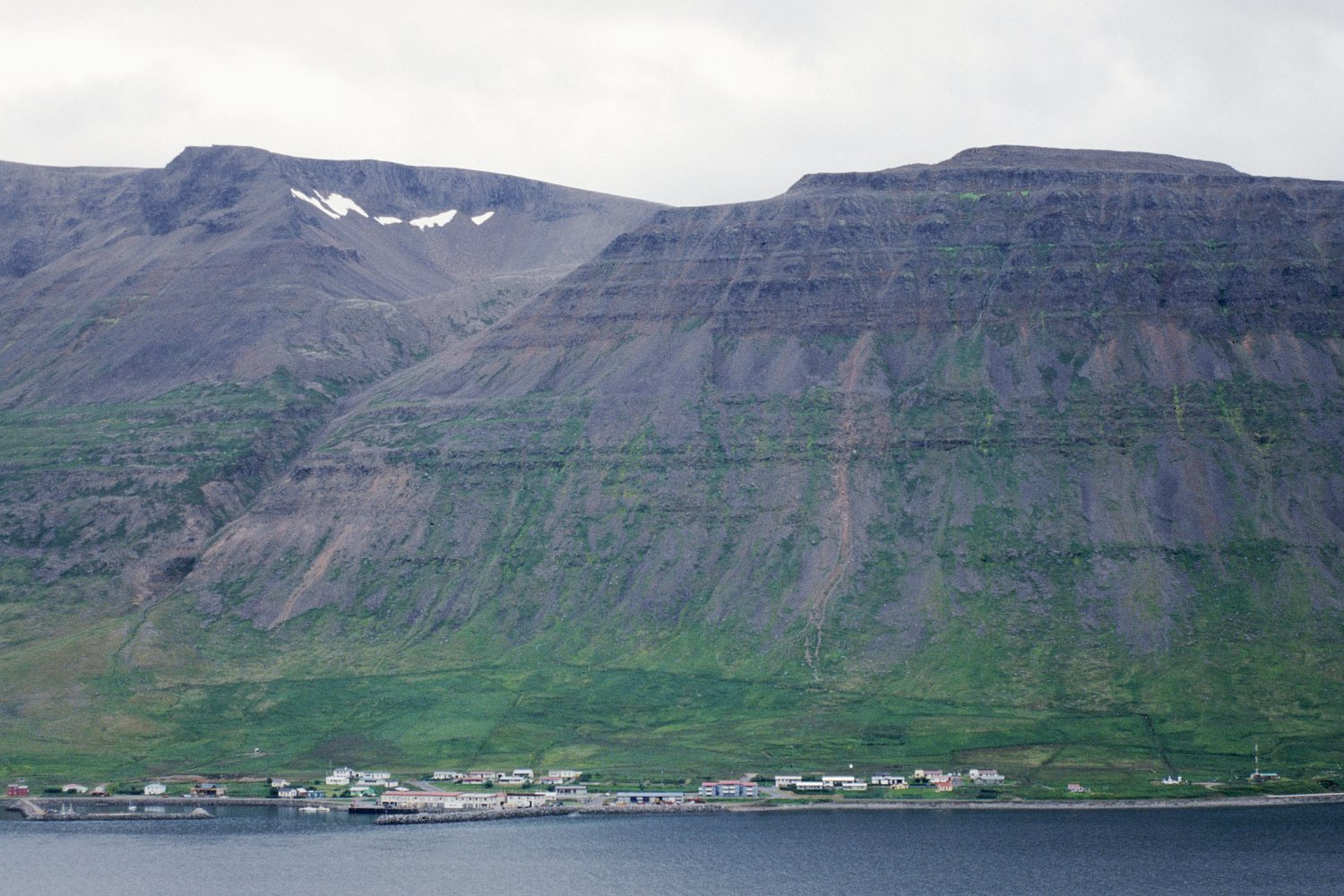
Súðavík

- Sandgerði (Region Suðurnes), 1986 Einwohner
- Sauðárkrókur (Gemeinde Skagafjörður, Region Norðurland vestra), 2612 Einwohner
- Selfoss (Gemeinde Árborg, Region Suðurland), 9624 Einwohner
- Seltjarnarnes (Region Höfuðborgarsvæðið), 4674 Einwohner
- Seyðisfjörður (Region Austurland), 659 Einwohner
- Siglufjörður (Gemeinde Fjallabyggð, Region Norðurland eystra), 1182 Einwohner
- Skagaströnd (Gemeinde Skagaströnd, Region Norðurland vestra), 471 Einwohner
- Skógar (Gemeinde Rangárþing eystra, Region Suðurland), 22 Einwohner *
- Sólheimar (Gemeinde Grímsnes og Grafningur, Region Suðurland), 95 Einwohner
- Stykkishólmur (Region Vesturland), 1216 Einwohner
- Stokkseyri (Gemeinde Árborg, Region Suðurland), 521 Einwohner
- Stöðvarfjörður (Gemeinde Fjarðabyggð, Region Austurland), 192 Einwohner
- Súðavík (Region Vestfirðir), 176 Einwohner
- Suðureyri (Gemeinde Ísafjörður, Region Vestfirðir), 299 Einwohner
- Svalbarðseyri (Gemeinde Svalbarðsströnd, Region Norðurland eystra), 268 Einwohner

### T
- Tálknafjörður (Region Vestfirðir), 244 Einwohner
- Tjarnabyggð, (Gemeinde Árborg, Region Suðurland), 157 Einwohner

### V

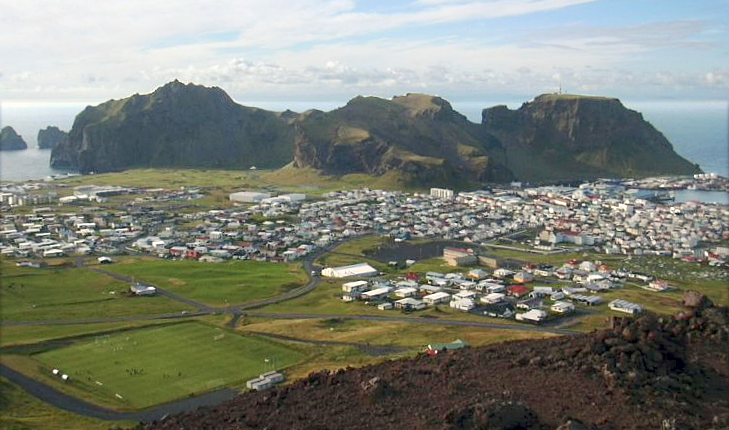
Vestmannaeyjar

- Vallarheiði (Gemeinde Reykjanesbær, Region Suðurnes), 1.043 Einwohner *
- Varmahlíð (Gemeinde Skagafjörður, Region Norðurland vestra), 141 Einwohner
- Vestmannaeyjar (Region Suðurland), 4523 Einwohner
- Vík í Mýrdal (Gemeinde Mýrdalur, Region Suðurland), 645 Einwohner
- Vogar, (Region Suðurnes), 1287 Einwohner
- Vopnafjörður (Region Austurland), 526 Einwohner

### Þ
- Þingeyri (Gemeinde Ísafjörður, Region Vestfirðir), 280 Einwohner
- Þorlákshöfn (Gemeinde Ölfus, Region Suðurland), 1949 Einwohner
- Þórshöfn (Gemeinde Langanesbyggð, Region Norðurland eystra), 379 Einwohner
- Þykkvibær (Gemeinde Rangárþing ytra, Region Suðurland), 79 Einwohner